# Kastelic
Kastelic je 23. najbolj pogost priimek v Sloveniji, ki ga je po podatkih Statističnega urada Republike Slovenije na dan 31. decembra 2007 uporabljalo 2.861 oseb, na dan 1. januarja 2010  pa 2.875 oseb.  

## Znani nosilci priimka
- Andrej Kastelic (*1955), psihiater (droge)
- Andrej Kastelic (*1971), rokometaš
- Anton Kastelic (zdravnik) (1769—?), zdravnik
- Bojan Kastelic (*1957), filmski snemalec
- Brane Kastelic (*1954), novinar, pisatelj, tekstopisec, slikar
- Ciril Kastelic, kemik, tehnolog (Plama)
- Dane Kastelic, paraplegik in košarkar, predsednik Zveze paraplegikov Slovenije in Sveta za invalide RS, državni svetnik
- Domen Kastelic (1982—2016), alpinist
- Drago Kastelic (1934—2025), gledališki igralec
- Dušan Kastelic (*1964), risar, ilustrator, stripovski avtor in animator
- Ed Kastelic (*1964), kanadsko-slovenski hokejist
- Eva Kastelic (*1986), slikarka
- France Kastelic, slovenski "Meksikajnar"
- Igor Kastelic, podjetnik, gospodarstvenik/menedžer
- Ivan Kastelic (1920—2001), zdravnik pnevmoftiziolog, strokovnjak za socialno medicino
- Janez Kastelic (*1949), likovnik
- Janez Kastelic, direktor Krajinskega parka Ljubljansko barje
- Janja Kastelic - Mojca (*1940), pisateljica, pesnica
- Janko Kastelic (*1953), slikar, oblikovalec, restavrator
- Janko Kastelic (*1969), dirigent
- Jernej Kastelic - Jerry, ekonomist?
- Josip Kastelic (1898—1940), izseljenski duhovnik v Argentini, urednik
- Jože Kastelic (1913—2003), arheolog, klasični filolog, muzealec, zgodovinar, univerzitetni profesor, književnik
- Jože Kastelic (1920—2011), gradbeni podjetnik, izseljenski delavec in slovenski častni konzul v Kanadi
- Jure Kastelic (1946—2020), atletski trener
- Jure Kastelic, fotograf
- Katarina Kastelic, agronomka, bibliotekarka ...
- Lojze Kastelic (1923—2010), čebelar, ljubiteljski arheolog in zgodovinar
- Maja Kastelic (*1981), slikarka, ilustratorka
- Martin Peter Kastelic (*1982), prevajalec, literarni publicist
- Matej Kastelic, fotograf
- Matej Kastelic (*1994), skladatelj
- Matevž Kastelic (*1982), kolesar
- Meta Kastelic (*1962), kiparka
- Miha Kastelic (1796—1868), pesnik, urednik, knjižničar
- Milan Kastelic (*1968), slikar
- Nataša Kastelic (1947—1991), pesnica, prevajalka
- Olga Kastelic (1924—2003), prvoborka, dokumentalistka
- Sebastjan Kastelic, strokonjak za materiale (NTF)
- Simon Kastelic (*1977), slikar, vizualni umetnik
- Stojan Kastelic, polkovnik SV
- Tatjana Kastelic Suhadolc (*1935), biokemičarka, prof. MF
- Tomaž Kastelic (*1948), gradbenik, univ. profesor
- Urh Kastelic (*1996), rokometaš
- Urška Kastelic, operna pevka sopranistka
- Vinko Kastelic (1914—1942), duhovnik, mučenec (žrtev komunizma)
- Vinko Kastelic (*1932), pravnik, politik, družbeni pravobranilec samoupravljanja SRS